# Sistema digital seqüencial
Els sistemes digitals seqüencials o circuits seqüencials són aquells en què les seves sortides depenen d'estats previs a més de l'estat de les seves entrades en un moment donat, diferenciant-se així dels sistemes combinacionals en què les seves sortides són funció exclusiva del valor de les seves entrades en un moment donat.
Són circuits que tenen la capacitat de memoritzar informació. Són, per tant, circuits amb memòria. Així, un circuit seqüencial rep informació binària per les entrades externes, les quals, juntament amb l'estat present dels elements de mèmoria, determinen el valor de les sortides i l'estat dels elements d'emmagatzematge. El dispositiu seqüencial més elemental és el biestable, i mitjançant la unió d'aquests és possible construir altres dispositius de més complexitat, com són comptadors i registres.

## Biestables
Un biestable és un circuit multivibrador que pot romandre en un estat determinat o el contrari durant un temps indefinit fins que no rebi un impuls extern que l'obligui a canviar-lo, és a dir, no pot canviar per si mateix. Per tant, el biestable, també anomenat bàscula o flip-flop, és un circuit seqüencial constituït per portes lògiques capaç d'emmagatzemar un bit.

## Tipus de sistemes seqüencials
Existeixen dos tipus principals de circuits seqüencials, i la seva classificació depèn de la sincronització dels senyals.
- Circuit seqüencial asíncron. Depenent de l'ordre en el qual canvien les entrades i l'estat del circuit pot ser afectat en qualsevol instant. El circuits asíncrons poden ser considerats com circuits combinatoris amb retroalimentació. Aquests circuits poden operar de forma impredecible i inclús tornar-se inestables. No són utilitzants gairebé mai.

- Circuit seqüencial síncron. Els senyals d'entrada afecten els elements d'emmagatzematge en instants discrets, i la sincronització s'aconsegueix mitjançant un dispositiu de senyals de rellotge que produeix una successió periòdica de polsos. En la pràctica, aquests polsos de rellotge són aplicats en combinació amb altres senyals mitjançant la utilització de portes lògiques que especifiquen el canvi requerit en els elements d'emmagatzematge. Els elements d'emmagatzematge que s'utilitzen en circuits seqüencials controlats per rellotge són els biestables.

## Configuració d'un sistema seqüencial síncron
Un sistema seqüencial síncron consta d'un nombre finit d'entrades, d'un nombre finit de sortides, d'un circuit combinatori i d'un sistema d'emmagatzematge d'informació, que constarà de tants biestables com bits es vulguin emmagatzemar.

## Aplicacions característiques
Les dos aplicacions bàsiques dels sistems seqüencials són:
- Registres. Són circuits seqüencials d'aplicació general constituïts per un conjunt de biestables connectats de diferent manera en funció de la tasca que realitzen. Són capaços d'emmagatzemar una paraula binària formada per tants bits com biestables contingui. A més dels biestables, els registres tindran portes adiccionals que controlen quan i com es transfereix nova informació al registre. D'aquesta forma, els biestables contenen la informació binària i les portes lògiques controlen la forma de transferir nova informació al registre. Poden ser utilitzats com a elements d'emmagatzematge o com a elements de transmissió i conversió d'informació binària sèrie/paral·lel o qualsevol combinació d'aquests.

- Comptadors. Són circuits que passen per una seqüència determinada d'estats, canviant d'estat amb l'aplicació d'un pols de rellotge. Si el comptador segueix una successió de nombres binaris, rep el nom de comptador binari. Si està format per n biestables, pot comptar en binari des de 0 a {\displaystyle 2^{n}}-1. Les portes lògiques del comptador es connecten de tal forma que es produeixi la seqüència d'estats binaris prescrita. Per tant, un comptador es pot considerar com un tipus de registre capaç de recordar quants pulsos de rellotge s'han aplicat a la seva entrada. Els comptadors són utilitzats en circuits que generen senyals de sincronització i control d'operacions d'un sistema digital i com a divisor de freqüències.